# Orazio de Attellis
Orazio de Attellis (Sant'Angelo Limosano, 22 ottobre 1774 – Civitavecchia, 10 gennaio 1850) è stato un rivoluzionario, patriota e giornalista italiano.

## Biografia
Orazio de Attellis nacque a Sant'Angelo Limosano nel 1774. Il padre, Francesco de Attellis (1736-1810), marchese di Sant'Angelo, era una figura abbastanza significativa del panorama culturale napoletano, noto per la sua grande erudizione e i suoi studi storici, letterari e filosofici.
Orazio prestò servizio giovanissimo nell'esercito spagnolo e combatté nella guerra contro il sultano del Marocco Mulay al-Yazid. Tornato a Napoli nel 1792, si avvicinò agli ideali della rivoluzione francese.
Nel 1796 disertò dall'esercito delle Due Sicilie, dopo aver brevemente partecipato alla campagna nell'Italia settentrionale contro l'armata del generale Bonaparte, per recarsi a Parigi, da dove tornò l'anno seguente per contribuire a diffondere nella penisola gli ideali della repubblica e dell'unità insieme ad altri patrioti giacobini. Il suo attivismo rivoluzionario e le sue pubblicazioni gli valsero numerosi arresti come nel 1798 a Firenze o nel 1803 a Napoli. Nel 1800 prese parte alla battaglia di Marengo e dopo l'invasione del Regno di Napoli del 1806 ebbe per anni un posto stabile nel nuovo esercito napoletano. Nel 1812 partecipò alla campagna di Russia. Partecipò ai moti del 1820-1821 nel Regno delle Due Sicilie e dopo il loro fallimento fuggì prima in Spagna e poi negli Stati Uniti d'America.
Dal 1824 al 1847 visse tra gli Stati Uniti e il Messico, mantenendosi principalmente grazie all'insegnamento e conobbe personalità come Giuseppe Bonaparte, Lorenzo Da Ponte e Antonio López de Santa Anna. Tornato in Italia, partecipò all'esperienza della Repubblica Romana con Mazzini e morì a Civitavecchia nel 1850.